# Mirto (mitologia)
Mirto (en grec antic Μυρτώ) va ser, segons la mitologia grega, una heroïna filla de Meneci, i per tant, germana de Pàtrocle.
Estimada per Hèracles, va tenir una filla d'aquest heroi, Euclea. Aquesta Euclea va morir verge, i era associada amb Àrtemis a molts santuaris de Beòcia i de Lòcrida. Se la coneixia com a Àrtemis Euclea.